# Сасалак Хайпракхон
Сасалак Хайпракхон (тай. ศศลักษณ์ ไหประโคน, нар. 8 січня 1996) — таїландський футболіст, який грає на позиції захисника в клубі «Бурірам Юнайтед» та національній збірній Таїланду. Дворазовий чемпіон Таїланду, володар Кубка Таїланду.

## Клубна кар'єра
Сасалак Хайпракхон народився в провінції Бурірам. У професійному футболі дебютував у 2014 році в клубі «Бангкок Юнайтед», і став у цьому році разом із командою володарем Кубка Таїланду. У столичній команді грав до кінця 2016 року, після чого на початку 2017 року перейшов до клубу «Бурірам Юнайтед» на правах оренди. З середини 2017 року грає за «Бурірам Юнайтед» на умовах постійного контракту. У 2017 та 2018 роках Хайпракхон став у кладі команди чемпіоном Таїланду. У 2019 році у складі команди він став володарем Кубка чемпіонів Таїланду, який розігрується в матчі між чемпіоном Таїланду та володарем Кубка Таїланду. У 2021 році Сасалак нетривалий час грав у оренді в південнокорейському клубі «Чонбук Хьонде Моторс», після чого повернувся до «Бурірам Юнайтед.» 

## Виступи за збірні
У 2016 році Сасалак Хайпракхон дебютував у складі молодіжної збірної Таїланду. У молодіжній збірній грав протягом двох років, зіграв у її складі усього 14 матчів, у яких відзначився 2 забитими м'ячами.
У 2018 році футболіст дебютував у складі національної збірної Таїланду. Наступного року у складі збірної він став учасником Кубка Азії 2019 року в ОАЕ, де таїландці успішно подолали груповий етап, проте вибули з боротьби лише на етапі 1/8 фіналу. Загалом на середину 2023 року зіграв у складі збірної 23 матчі, у яких йому не вдалось відзначитись забитими м'ячами.

## Титули та досягнення
- Чемпіон Таїланду (6):

«Бурірам Юнайтед»: 2017, 2018, 2021-22, 2022-23, 2023-24, 2024-25
- Володар Кубка Таїланду (3):

«Бурірам Юнайтед»: 2021-22, 2022-23, 2024-25
- Володар Кубка тайської ліги (3):

«Бурірам Юнайтед»: 2021-22, 2022-23, 2024-25
- Володар Кубка Чемпіонів Таїланду (1):

«Бурірам Юнайтед»: 2019
- Чемпіон Південної Кореї (1):

«Чонбук Хьонде Моторс»: 2021
- Переможець Клубного чемпіонату АСЕАН (1):

«Бурірам Юнайтед»: 2024-25
Збірні
- Переможець Ігор Південно-Східної Азії: 2013
- Переможець Чемпіонату АСЕАН: 2022